# Simonton Lake
Simonton Lake – jednostka osadnicza w Stanach Zjednoczonych, w stanie Indiana, w hrabstwie Elkhart.